# Manlio Moro
Manlio Moro (* 17. März 2002 in Pordenone) ist ein italienischer Radrennfahrer, der Rennen auf der Straße und auf der Bahn bestreitet.

## Sportlicher Werdegang
Seit 2017 ist Manlio Moro im Leistungsradsport aktiv. 2020 wurde er fünffacher italienischer Junioren-Meister auf der Bahn, in Einerverfolgung, Ausscheidungsfahren, Einerverfolgung, Mannschaftsverfolgung und Zweier-Mannschaftsfahren (mit Alessio Portello). 2020 (Junioren) und 2021 (U23) errang er jeweils Bronze in Einer- und in der Mannschaftsverfolgung. 2022 hatte Moro mehrere Erfolge auf europäischer Ebene: Bei den U23-Europameisterschaften holte er mit Davide Boscaro, Mattia Pinazzi und Niccolo Galli den Titel in der Mannschaftsverfolgung und wurde Dritter in der Einerverfolgung. Bei den Europameisterschaften der Elite wurde er ebenfalls Dritter in der Einerverfolgung. Mit Jonathan Milan, Francesco Lamon, Filippo Ganna und Simone Consonni holte er Silber bei den Weltmeisterschaften.
2023 wurde Manlio Moro mit Filippo Ganna, Francesco Lamon, Jonathan Milan und Simone Consonni Europameister der Elite in der Mannschaftsverfolgung.

## Diverses
Moro hat einen Abschluss des Istituto di Istruzione Superiore Statale di Sacile e Brugnera (Ipsia di Brugnera) in Möbelbau. Er lebt in Azzano Decimo, in der Provinz Pordenone. Sein Vater ist Geschäftsführer einer Möbelfabrik, seine Mutter Hausfrau; er hat zwei ältere Schwestern.

## Erfolge

### Bahn
2020
- Italienischer Junioren-Meister – Einerverfolgung, Ausscheidungsfahren, Einerverfolgung, Mannschaftsverfolgung, Zweier-Mannschaftsfahren (mit Alessio Portello)
- Junioren-Europameisterschaft – Einerverfolgung, Mannschaftsverfolgung (mit Lorenzo Balestra, Niccolo Galli und Andrea D’Amato)

2021
- U23-Europameisterschaft – Einerverfolgung, Mannschaftsverfolgung (mit Davide Boscaro, Gidas Umbri und Tommaso Nencini)

2022
- U23-Europameister – Mannschaftsverfolgung (mit Davide Boscaro, Mattia Pinazzi und Niccolo Galli)
- U23-Europameisterschaft – Einerverfolgung
- Europameisterschaft – Einerverfolgung
- Weltmeisterschaft – Mannschaftsverfolgung (mit Jonathan Milan, Francesco Lamon, Filippo Ganna und Simone Consonni)
- Italienischer Meister – Einerverfolgung

2023
- Europameister – Mannschaftsverfolgung (mit Filippo Ganna, Francesco Lamon, Jonathan Milan und Simone Consonni)
- Weltmeisterschaft – Mannschaftsverfolgung (mit Jonathan Milan, Filippo Ganna, Francesco Lamon und Simone Consonni)

2024
- U23-Europameister – Mannschaftsverfolgung (mit Renato Favero, Luca Giaimi, Niccolò Galli und Samuel Quaranta)
- U23-Europameisterschaften – Einerverfolgung